# 威廉二世 (埃諾)
威廉二世（法語：Guillaume II de Hainaut，1307年—1345年9月26日），埃諾伯爵、荷蘭伯爵（稱威廉四世），1337年至1345年在位。
1334年，威廉二世與布拉班特的讓娜結婚，兩人沒有子女。1345年威廉二世在與弗里斯蘭人作戰途中身亡，由妹妹瑪格麗特二世繼位。